# Liste der denkmalgeschützten Objekte in Kopfing im Innkreis
Die Liste der denkmalgeschützten Objekte in Kopfing im Innkreis enthält die 6 denkmalgeschützten, unbeweglichen Objekte der Gemeinde Kopfing im Innkreis im Bezirk Schärding (Oberösterreich).

## Denkmäler
| Foto |                 | Denkmal                                                                                         | Standort | Beschreibung | Metadaten |
| ---- | --------------- | ----------------------------------------------------------------------------------------------- | --- | --- | --- |
| ja   | Datei hochladen | Friedhof christlich, Aufbahrungshalle HERIS-ID: 84614 Objekt-ID: 98743                          | Pfarrer-Hufnagl-Straße 1 Standort KG: Kopfing | Der Friedhof ist um die Kirche angelegt; die dreiteilige Leichenhalle wurde 1905 im Zuge der vollständigen Ummauerung des Friedhofs errichtet.                                                         | BDA-Hist.: Q38183403 Status: § 2a Stand der BDA-Liste: 2025-06-30 Name: Friedhof christlich, Aufbahrungshalle GstNr.: .121, 233 Friedhof Kopfing                      |
| ja   | Datei hochladen | Pfarrhof HERIS-ID: 84050 Objekt-ID: 98128                                                       | Pfarrer-Hufnagl-Straße 1 Standort KG: Kopfing | Der zweigeschoßige, spätbarocke Bau wurde 1780/81 errichtet. Scheune und Stall brannten 1921, eine Renovierung erfolgte 1955/56. Bis 1967 wurde der Hof noch als landwirtschaftlicher Betrieb geführt. | BDA-Hist.: Q38182051 Status: § 2a Stand der BDA-Liste: 2025-06-30 Name: Pfarrhof GstNr.: .1 Pfarrhof Kopfing                                                          |
| ja   | Datei hochladen | Kath. Pfarrkirche hll. Johannes d. T. und Johannes Evangelist HERIS-ID: 52218 Objekt-ID: 58742  | Pfarrer-Hufnagl-Straße 1 Standort KG: Kopfing | Vom gotischen Kirchenbau ist der Unterbau des Turmes erhalten. Die heutige Kirche wurde 1904/1905 mit dem Baumeister Matthäus Schlager neu erbaut.                                                     | BDA-Hist.: Q26205585 Status: § 2a Stand der BDA-Liste: 2025-06-30 Name: Kath. Pfarrkirche hll. Johannes d. T. und Johannes Evangelist GstNr.: .15 Pfarrkirche Kopfing |
| ja   | Datei hochladen | Kriegerdenkmal HERIS-ID: 73377 Objekt-ID: 86665                                                 | bei Pfarrer-Hufnagl-Straße 1 Standort KG: Kopfing | Das heutige Kriegerdenkmal wurde 1952 errichtet, dabei wurden Teile eines älteren Denkmals von 1924 verwendet. Seit 1982 steht es an der heutigen Stelle.                                              | BDA-Hist.: Q38132573 Status: § 2a Stand der BDA-Liste: 2025-06-30 Name: Kriegerdenkmal GstNr.: 233 Kriegerdenkmal Kopfing                                             |
| BW   | Datei hochladen | Befestigung Jegling HERIS-ID: 57275 Objekt-ID: 67198                                            | Flur Jegling Standort KG: Glatzing | | BDA-Hist.: Q38075589 Status: Bescheid Stand der BDA-Liste: 2025-06-30 Name: Befestigung Jegling GstNr.: 1735/1, 1729, 1730/1, 1730/2, 1733/1, 1733/3                  |
|      | Datei hochladen | Kurbayerische Schanzen und österreichische Defensionslinie im Sauwald HERIS-ID: 206304seit 2023 | KG: Neukirchendorf GstNr.: 1677, 946/6, 937/5, 1547, 923/1, 1550, 1551, 1552, 2589, 2592, 2588, 1892/19, 1891/16, 1170, 1169, 1183/1, 1620/8, 1620/6, 1620/5, 1620/7, 2145/1, 2145/4, 1620/2, 3870, 3879, 3884, 3885, 3871, 3878, 3882 | Anmerkung: | BDA-Hist.: Q119241011 Status: Bescheid Stand der BDA-Liste: 2025-06-30 Name: Kurbayerische Schanzen und österreichische Defensionslinie im Sauwald                    |